# Sétif
Sétif   este un oraș  în  Algeria. Este reședința  provinciei  Sétif.